# Avraham Burg
Avraham Burg -en hebreo, אברהם בורג- (Jerusalén, 19 de enero de 1955) es un político israelí.

## Carrera política
Hijo de otro destacado político, Yosef Shlomo Burg, que formó parte de varios gobiernos israelíes hasta su muerte en 1980, Avraham Burg fue teniente de una brigada paracaidista del Tsahal (el ejército israelí) antes de estudiar ciencias sociales en la Universidad Hebrea de Jerusalén.
En 1985 fue nombrado consejero del entonces primer ministro de Israel, Shimon Peres, y en 1988 fue elegido diputado de la Knéset, el parlamento de Israel, por el Partido Laborista. Abandonó su condición de diputado en 1995 para convertirse en presidente de la Agencia Judía y de la Organización Sionista Mundial. Fue destacable durante su mandato en este cargo su labor en pro de la recuperación de los bienes judíos expoliados durante el Holocausto. En 1999 vuelve a la vida política en Israel como presidente de la Knéset, cargo que ocupa hasta agosto de 2003. Fue presidente en funciones de Israel durante un breve periodo, del 12 de julio al 1 de agosto de 2000. En 2001 compite por la presidencia del Partido Laborista, pero pierde.

## Del sionismo alantisionismo
En septiembre de 2003, Burg abjura del sionismo a través de un polémico artículo titulado «La revolución sionista ha muerto», publicado en el diario Yedioth Ahronoth. El año siguiente se retira de la política institucional, pero inicia un periodo de actividad pública en contra del sionismo y del carácter judío del Estado de Israel. En una entrevista publicada en el diario Haaretz en junio de 2007, Burg afirma que «la definición de Israel como estado judío llevará a su destrucción». Su tesis es que Israel, como Estado que privilegia a los judíos, solo puede sostenerse a través de la violencia, augurando que ésta será cada vez más brutal. Ha afirmado también que la presión que observa en Israel contra los árabes tiene paralelismos con la que sufrieron los judíos en los regímenes nacionalsocialistas antes de la Segunda Guerra Mundial.